# The Strange Adventures of Prince Courageous
The Strange Adventures of Prince Courageous er en amerikansk stumfilm fra 1923 af Frederick G. Becker.

## Medvirkende
- Bessie Love som Bernice
- Arthur Trimble som Courageous
- William Butts
- Roy Coulson som Bwump
- Frederick Peterson som Bwop
- "Boots" Fabing som Lagg
- Monte Collins som Duke Craven
- Doreen Turner som Beatrice